# 138

## Úmrtí
- 10. červenec – Hadrianus, římský císař vládnoucí od roku 117 až do své smrti (* 24. ledna 76)

## Hlavy států
- Papež – Telesforus? (125/128–136/138) » Hyginus (136/138–140/142)
- Římská říše – Hadrianus (117–138) » Antoninus Pius (138–161)
- Parthská říše – Vologaisés III. (111/112–147/148)
- Kušánská říše – Kaniška (127–151)
- Čína, dynastie Chan (206 př. n. l. – 220 n. l.)